# 메이저 (애니메이션)
《메이저》(일본어: メジャー, 영어: MAJOR)는 미쓰다 다쿠야가 그린 만화를 원작으로 한 애니메이션이다.

## 개요
2004년부터 NHK 교육 텔레비전의 토요일 저녁 6시 시간대에 방송을 시작했다. 매년 1월부터 6월까지 걸쳐 본방송을 하고, 7월부터 12월까지 재방송을 한다. 이 작품은 폭 넓은 세대에 걸쳐 인기를 얻어, 동시간 경쟁 프로그램으로 방송하고 있던 TBS 계열로 방송하고 있던, 토요일 저녁 6시 시간대의 시청률이 하락하여 네 번째 시리즈 방송 중인 2008년 4월에 일요일 저녁 5시로 시간대 자체를 앞당기는 계기가 되었다.
네 번째 시리즈부터는 애니메이션 제작회사가 스튜디오 히바리(スタジオ雲雀)에서 시너지 SP로 바뀌었으며, 동시에 감독 카사이 켄이치에서 세 번째 시리즈 제작에 참여하고 있던 주요 스텝인 후쿠시마 토시노리로 변경되었다. 이런 감독 교체의 흐름은 같은 소학관의 잡지 연재이자 스튜디오 히바리 제작으로 3년 반 동안 인기를 끌던 《미르모 퐁퐁퐁》과 같다. 또 세 번째 시리즈까지 중간에 여러 번 캐릭터 디자이너가 변경되어, 시리즈간 캐릭터 디자인에 다소 차이가 있다.
작품 자체는 하이비전으로 제작되었지만, 2007년 3월까지는 방송 시간대에 멀티채널으로 인해 디지털 표준으로 방송되었으며, 2007년 4월 이후로는 하이비전으로 방송되고 있다.
한국어 더빙판은 투니버스를 통해서 1기에서 3기까지 방영되었으나 4기 이후부터는 방영하지 않았다.

### 스토리
기본적으로 원작을 충실히 따르고 있지만, 원작에 포함되는 상습적이거나 성적인 내용을 중심으로 일부 장면이나 등장 인물의 설정이 변경되었다. 이에 따라, 원작의 무거운 스토리 전개와 다른 주인공의 가벼운 행동들이 주를 이루고 있다. 매우 빠른 이야기 전개가 특징 중에 하나라고 말할 수 있다. 원래 원작 만화의 화수가 많아 잔여 방영분이 많은 것과 본방송과 재방송을 반복하는 형태를 취해, 애니메이션에서 자주 보여지는 연재 중의 만화를 따라잡아 부자연스럽게 이야기를 늘리거나 원작과 애니메이션의 내용이 일치하지 않는 현상 등은 피하고 있다. 그러나, 네 번째 시리즈 이후로는 애니메이션만의 오리지널 에피소드를 몇 화정도 제작되었다.

### 시즌 표기
본 방송 기간에 따라 하나의 시즌으로 구별하고 있는 이 작품에서는, 매체나 국가에 따라 호칭의 차이가 있다.
| NHK       | 투니버스 | 소학관 및 에이벡스 | DVD 타이틀                         |
| --------- | -------- | ------------------ | ---------------------------------- |
| 제1시리즈 | 시즌1    | 1st season         | 보육원, 리틀 리그편                |
| 제2시리즈 | 시즌2    | 2nd season         | 미후네 동부중학교편, 카이도 고교편 |
| 제3시리즈 | 시즌3    | 3rd season         | 세이슈 고교편                      |
| 제4시리즈 | 시즌4    | 4th season         | 마이너 리그편                      |
| 제5시리즈 | 시즌5    | 5th season         | 야구 월드컵편                      |
| 제6시리즈 | 시즌6    | 6th season         | 메이저 리그편                      |

## 등장인물
메이저의 등장인물은 주인공인 시게노 고로를 중심으로 라이벌인 사토 토시야, 평생의 숙적인 조 깁슨, 어릴 적 친구이자 히로인인 시미즈 카오루 등이 주요 캐릭터이다. 그 밖에 고로가 성장해 나가면서 여러 캐릭터와 만나는데 크게 나누어서 리틀 리그 시절, 미후네 동부중학교 시절, 카이도 고교 시절, 세이슈 고교 시절, 마이너 리그 시절, 야구 월드컵 시절, 메이저 리그 시절 캐릭터 등으로 나눌 수 있다.
[1기 ~ 6기 등장인물]
1기 등장인물
혼다 고로/혼다 시게하루/혼다 치아키/호시노 모모코/사토 토시야/시미즈 카오루/코모리/사와무라 료타/조 깁슨
2기 등장인물
시게노 고로(혼다 고로)/시게노 모모코/시게노 히데키/시미즈 카오루/ 코모리 다이스케/야마네/아이카와/무타/오오바야시/사토 토시야/켄 마유무라/아쿠츠/이치하라
3기 등장인물
시게노 고로/시노 히데키/시게노 모모코/시미즈 카오루/후지이/ 타시로/우치야마/미야자키/야마다 이치로/나카무라 미호/시미즈 타이가/ 이치하라/ 켄 마유무라
4기 등장인물
시게노 고로/시게노 히데키/시게노 모모코/시게노 신고/시미즈 카오루/조 깁슨 주니어/야기누마 하야토/샌더스/제프 킨/진나이 아리스/산체스/폭스/볼튼/사토 토시야/카터/코모리 다이스케/ 켄 마유무라
5기 등장인물
시게노 고로/시게노 히데키/시게노 모모코/시게노 신고/시미즈 카오루/조 깁슨 주니어/ 조 깁슨/ 사토 토시야/ 사사키/ 실바/ 켄 마유무라/ 쿄시로

## 제작진
- 원작：미쓰다 다쿠야
- 감독：후쿠시마 토시노리(4기 ~ )
- 시리즈 구성：츠지야 미치히로
- 각본：츠지야 미치히로, 요시오카 타카오, 나카무라 요시코(2기 ~ ), 스에나가 미츠오(4기 ~ ), 콘파루 토모코(4기 ~ )
- 캐릭터 디자인/총작화 감독：오오누키 켄이치(2기 ~ )
- 미술 감독：코가 토오루
- 촬영 감독：사토 테츠타로
- 음악：나카가와 코타로(4기 ~ )
- 녹음：마츠니카 히데노리
- 음향 감독：이이즈카 코이치(4기 ~ )
- 음향 효과：카와다 키요타카
- 야구 감수：오오츠카 아키노리(5기 ~ )
- 애니메이션 프로듀서：핫타 마츠미(4기 ~ )
- 프로듀서：후루이치 나오히코
- 제작 총괄：카시와기 아츠코(3기 ~ )
- 애니메이션 제작：Synergy SP
- 공동 제작：NHK 엔터프라이즈
- 저작권/제작：NHK/ Synergy SP /소학관 프로덕션 (구) 소학관 슈우에이샤 프로덕션

### 전 제작진
- 총감독：카사이 켄이치(~ 3기, 3기 중에는 ‘총감독’)
- 각본：시즈타니 이사오(~ 3기), 요시다 레이코(1기), 야스히로 유키노리(4기), 타카하시 나츠코(4기)
- 캐릭터 디자인/총작화 감독：오오시로 카츠(1기), 우사미 코이치(2기, 3기)
- 미술 감독：카토 야스타다(~ 3기), 토쿠다 토시유키(~ 3기)
- 음악：아사쿠라 노리유키(~ 3기)
- 음향 감독：타카쿠와 하지메(~ 3기)
- 야구 감수：하세가와 시케토시(4기)
- 애니메이션 프로듀서：미츠노부 세이지(~ 3기)
- 제작 통괄：사와다 노보루(1기), 스즈키 겐(2기), 마츠모토 토시코(~ 3기), 노지마 마사히로(4기)
- 애니메이션 제작：스튜디오 히바리(~ 3기)

## 주제가

### 일본
에이벡스 소속의 가수가 노래를 불렀으며 특히 오프닝 음악은 3기까지 모두 로드 오브 메이저가 불렀다.
1기
- 오프닝 〈마음 그림〉 (心絵)

작사/작곡 : 기타가와 겐이치, 편곡 : 로드 오브 메이저, 노래 : 로드 오브 메이저
- 엔딩(1화 ~ 16화) 〈step〉

작사 : 오바타 히데유키, 작곡/편곡 : 아사모토 히로후미, 노래 : 아라시로 베니
- 엔딩(17화 ~ 25화) 〈Faraway〉

작사 : 모리 유리코, 작곡/편곡：Jin Nakamura, 노래：PARADISE GO!! GO!!
2기
- 오프닝 〈안녕히 가세요, 푸른 모습〉 (さらば碧き面影 )

작사/작곡 : 기타가와 겐이치, 편곡 : 로드 오브 메이저, 노래 : 로드 오브 메이저
- 엔딩(1(27)화 ~ 13(39)화) 〈WONDERLAND〉

작사 : 이와사토 유호, 작곡 : Stefan Aberg/Asa Karlsson, 편곡 : Stefan Aberg, 노래 : MAY
- 엔딩(14(40)화 ~ 25(51)화) 〈しょぼい顔すんなよベイベ- 〉 (초라한 얼굴 하지마 Baby)

작사/작곡 : 나가타 타케시, 편곡 : THE LOOSE DOGS/하야시베 나오키 , 노래 : THE LOOSE DOGS
3기
- 오프닝 〈PLAY THE GAME〉

작사 : 로드 오브 메이저, 작곡/편곡 : 로드 오브 메이저/야마모토 쿄지, 노래 : 로드 오브 메이저
- 엔딩(1(53)화 ~ 15(67)화) 〈Strike Party!!!〉

작사 : 코사카 유리, 작곡·편곡 : LOVE+HATE, 노래 : BeForU
- 엔딩(16(68)화 ~ 25(77)화) 〈夜になれば〉 (밤이 되면)

작사/작곡 : 마에다 잇페이, 편곡 : THE LOOSE DOGS/와타나베 센타로, 노래 : THE LOOSE DOGS
4기
- 오프닝 〈RISE〉

작사 : 오오토코 코헤이, 작곡/편곡 : Ryo, 노래 : 오오토코 코헤이
- 엔딩 〈ONE DAY〉

작사/작곡 : 마에다 잇페이, 편곡 : THE LOOSE DOGS/와타나베 센타로, 노래 : THE LOOSE DOGS
- 엔딩 〈雨のち虹色〉 (비의 무지개)

작사/작곡 : 마에다 잇페이, 편곡 : THE LOOSE DOGS/와타나베 센타로, 노래 : 시게노 고로(모리쿠보 쇼타로) x THE LOOSE DOGS(feat.Maki Oguro)
5기
- 오프닝 〈Hey! Hey! Alright〉

작사 : 스차다라파/기무라 카엘라, 작곡 : 스차다라파/코구레 신야, 노래 : 스차다라파+기무라 카엘라
- 엔딩 〈Stay with me〉

작사/작곡 : 무라마츠 테츠야, 편곡 : 카와바타 요시마사, 노래 : 시마타니 히토미
- 엔딩 〈나만의 칼라〉

노래 : 나카무라 유우
6기
- 오프닝 〈心絵〉(마음)

노래 : TRIPLANE
- 엔딩 〈トワイライトスター〉(트와일라잇 스타)

노래 : 메가마소
- 엔딩 : <ずっと 前から>(오래전부터)

노래 : <フレンチ・キス>(프렌치 키스)
극장판
- 주제곡 〈날개〉(翼)

작사/작곡 : 후지마키 료타, 편곡 : 고바야시 다케시/레미오로멘, 노래 : 레미오로멘

### 한국
한국은 시즌1의 경우 일본곡을 개사해서 불렀지만, 시즌2에서는 여는 노래는 창작곡이며, 닫는 노래는 일본판에서 사용된 Wonderland의 한국어 버전이다. 원래 이 곡은 한국 가수 MAY가 한국어/영어/일본어 3개 국어로 부른 것이다. 시즌3는 시즌2 여는 노래를 그대로 불렀으며, 엔딩 노래는 창작곡으로 불렀다.
시즌1
- 여는 노래 〈마음의 그림〉

작사/작곡 : 기타가와 겐이치, 개사 : 신길주, 노래 : 석종서
- 닫는 노래 〈STEP〉

작사 : 오바타 히데유키, 작곡 : 아사모토 히로후미, 개사 : 이소은, 노래 : 정유미
시즌2
- 여는 노래 〈HIT & RUN〉

작사 : 신동식, 작곡 : 박정식, 편곡 : 양승남/박정식, 녹음 : 정은경, 믹싱 : 곽정신(크리브 스튜디오), 마스터링 : 정도원(웨이브 스테이션)
- 닫는 노래 〈WONDERLAND〉

작사 : Poptune, 작곡 : Stefan Aberg/Asa Karlsson, 편곡 : Stefan Aberg, 노래 : MAY
시즌3
- 여는 노래 〈HIT & RUN〉

작사 : 신동식, 작곡 : 박정식, 편곡 : 양승남/박정식, 녹음 : 정은경, 믹싱 : 곽정신(크리브 스튜디오), 마스터링
- 닫는 노래 〈네가 세상과 싸울 때〉

작사/작곡 : 박건준, 노래/연주 : 마리서사

## 방영 리스트

### 1기
|                    | 화수   | 제목                                       | 주요 사건                           | DVD        |
| ------------------ | ------ | ------------------------------------------ | ----------------------------------- | ---------- |
| 보육원 (유치원) 편 | 제1화  | 고로의 꿈, 아빠의 꿈                       |                                     | 1st.Inning |
| 보육원 (유치원) 편 | 제2화  | 두 개의 우정                               |                                     | 1st.Inning |
| 보육원 (유치원) 편 | 제3화  | 아빠 미워!                                 |                                     | 2nd.Inning |
| 보육원 (유치원) 편 | 제4화  | 하루 늦은 생일                             |                                     | 2nd.Inning |
| 보육원 (유치원) 편 | 제5화  | 메이저의 사나이                            | 요코하마 블루오션즈 vs도쿄 워리어즈 | 2nd.Inning |
| 보육원 (유치원) 편 | 제6화  | 안녕···                                    | 요코하마 블루오션즈 vs도쿄 워리어즈 | 3rd.Inning |
| 리틀 리그편        | 제7화  | 혼다 고로, 9세!                            |                                     | 3rd.Inning |
| 리틀 리그편        | 제8화  | 팀 결성!                                   |                                     | 3rd.Inning |
| 리틀 리그편        | 제9화  | 혼자만의 마운드                            | 미후네 리틀 vs상점회 팀             | 4th.Inning |
| 리틀 리그편        | 제10화 | 빗속의 열전                                | 미후네 리틀 vs상점회 팀             | 4th.Inning |
| 리틀 리그편        | 제11화 | 아버지가 있던 팀                           |                                     | 4th.Inning |
| 리틀 리그편        | 제12화 | 깁슨이 보낸 초대장                         |                                     | 5th.Inning |
| 리틀 리그편        | 제13화 | 여름이다, 야구다, 합숙이다!                | 여름 합숙                           | 5th.Inning |
| 리틀 리그편        | 제14화 | 무모한 연습 경기                           | 여름 합숙                           | 5th.Inning |
| 리틀 리그편        | 제15화 | 감독의 생각                                | 여름 합숙                           | 6th.Inning |
| 리틀 리그편        | 제16화 | 그만둘거야!                                | 여름 합숙                           | 6th.Inning |
| 리틀 리그편        | 제17화 | 대회 시작!                                 | 미후네 리틀 vs혼모쿠 리틀           | 6th.Inning |
| 리틀 리그편        | 제18화 | 노려라, 첫 승리!                           | 미후네 리틀 vs혼모쿠 리틀           | 7th.Inning |
| 리틀 리그편        | 제19화 | 엄마의 행복                                |                                     | 7th.Inning |
| 리틀 리그편        | 제20화 | 고로 강판!?                                | 미후네 리틀 vs토츠카니 시 리틀      | 7th.Inning |
| 리틀 리그편        | 제21화 | 이것이 야구다!                             | 미후네 리틀 vs토츠카니 시 리틀      | 8th.Inning |
| 리틀 리그편        | 제22화 | 결전 전날 밤                               |                                     | 8th.Inning |
| 리틀 리그편        | 제23화 | 지지 않아!                                 | 미후네 리틀 vs요코하마 리틀         | 8th.Inning |
| 리틀 리그편        | 제24화 | 따라잡아라! 추월해라!                      | 미후네 리틀 vs요코하마 리틀         | 9th.Inning |
| 리틀 리그편        | 제25화 | 모두 다 함께                               | 미후네 리틀 vs요코하마 리틀         | 9th.Inning |
| 리틀 리그편        | 제26화 | 안녕이란 말은 않겠어                       | 미후네 리틀 vs요코하마 리틀         | 9th.Inning |
| 리틀 리그편        |        | 우정의 1구 (우정의 강속구) [메이저 극장판] | 하카타미나미 리틀 vs 기타큐슈 리틀  |            |

- 본방송：2004년 11월 13일 ~ 2005년 5월 21일 매주 토요일 저녁 6시 ~ 저녁 6시 25분
- 재방송
  - 2005년 5월 28일 ~ 12월 3일 매주 토요일 저녁 6시 ~ 저녁 6시 25분
  - 2006년 8월 5일 ~ 8월 14일 열흘 연속으로 심야에 방송(NHK)
  - 2007년 1월 1일 ~ 1월 2일 아침 8시 ~ 낮 11시 45분, 1월 3일 아침 8시 ~ 낮 11시 20분
  - 2008년 4월 5일 ~ 9월 27일　매주 토요일 낮 9시 25분 ~ 낮 9시 50분
- 총집편
  - 2007년 12월 31일 낮 9시 50분 ~ 낮 11시 19분
  - 2009년1월 1일 저녁 5시 ~ 저녁 6시 29분
- 대한민국에서는 2007년 2월 23일부터 애니메이션 전문 채널 투니버스를 통해 방송되었다.

### 2기
|                      | 화수       | 제목                   | 주요 사건                    | DVD        |
| -------------------- | ---------- | ---------------------- | ---------------------------- | ---------- |
| 미후네 동부중학교 편 | 제1(27)화  | 돌아왔다…              | 고로의 복귀                  | 1st.Inning |
| 미후네 동부중학교 편 | 제2(28)화  | 꿈은 하나!             |                              | 1st.Inning |
| 미후네 동부중학교 편 | 제3(29)화  | 야구부 시동!           | 미후네 동부중vs미후네 서부중 | 2nd.Inning |
| 미후네 동부중학교 편 | 제4(30)화  | 라이벌 재회            |                              | 2nd.Inning |
| 미후네 동부중학교 편 | 제5(31)화  | 토시야의 과거          | 미후네 동부중vs호우센중      | 2nd.Inning |
| 미후네 동부중학교 편 | 제6(32)화  | 스카우터의 음모        | 미후네 동부중vs세이부칸중    | 3rd.Inning |
| 미후네 동부중학교 편 | 제7(33)화  | 강적! 토모노우라       | 미후네 동부중vs토모노우라중  | 3rd.Inning |
| 미후네 동부중학교 편 | 제8(34)화  | 무엇을 위해서…         | 미후네 동부중vs토모노우라중  | 3rd.Inning |
| 미후네 동부중학교 편 | 제9(35)화  | 열투의 끝에서          | 미후네 동부중vs토모노우라중  | 4th.Inning |
| 미후네 동부중학교 편 | 제10(36)화 | 새로운 결의            |                              | 4th.Inning |
| 미후네 동부중학교 편 | 제11(37)화 | 카이도우의 좁은 문     | 카이도우 셀렉션              | 4th.Inning |
| 미후네 동부중학교 편 | 제12(38)화 | 카이도우로 가는 입장표 | 카이도우 셀렉션              | 5th.Inning |
| 미후네 동부중학교 편 | 제13(39)화 | 또 보자·…              | 카이도우 셀렉션              | 5th.Inning |
| 카이도 고교편        | 제14(40)화 | 꿈을 꾸는 섬           | 꿈의 섬                      | 5th.Inning |
| 카이도 고교편        | 제15(41)화 | 투수의 조건            | 꿈의 섬                      | 6th.Inning |
| 카이도 고교편        | 제16(42)화 | 천연 야구소년          | 꿈의 섬                      | 6th.Inning |
| 카이도 고교편        | 제17(43)화 | 아주 짧은 여름방학     |                              | 6th.Inning |
| 카이도 고교편        | 제18(44)화 | 불쾌한 야구            | 꿈의 섬팀 vs특대생팀         | 7th.Inning |
| 카이도 고교편        | 제19(45)화 | 특대생의 실력          | 꿈의 섬팀 vs특대생팀         | 7th.Inning |
| 카이도 고교편        | 제20(46)화 | 고로vs메뉴얼 야구      | 꿈의 섬팀 vs특대생팀         | 7th.Inning |
| 카이도 고교편        | 제21(47)화 | 너와 함께              | 꿈의 섬팀 vs특대생팀         | 8th.Inning |
| 카이도 고교편        | 제22(48)화 | 카이도우의 비밀        |                              | 8th.Inning |
| 카이도 고교편        | 제23(49)화 | 에가시라의 의도        |                              | 8th.Inning |
| 카이도 고교편        | 제24(50)화 | 1군을 향한 도전        | 카이도우 1군 vs카이도우 2군  | 9th.Inning |
| 카이도 고교편        | 제25(51)화 | 자신의 다리로          | 카이도우 1군 vs카이도우 2군  | 9th.Inning |
| 카이도 고교편        | 제26(52)화 | 잘 있어라              | 카이도우 1군 vs카이도우 2군  | 9th.Inning |

- 본방송：2005년 12월 10일 ~ 2006년 6월 10일 매주 토요일 저녁 6시 ~ 6시 25분
- 재방송
  - 2006년 6월 17일 ~ 12월 16일 매주 토요일 저녁 6시 ~ 저녁 6시 25분
  - 2007년 8월 6일 ~ 8월 9일, 8월 12일 ~ 8월 18일의 전 심야(종합 TV)
  - 2008년 1월 1일 ~ 1월 2일 아침 8시 30분, 낮 11시 50분 , 1월 3일 아침 8시 30분 ~ 낮 12시 40분
  - 2008년 10월 4일 ~ 2008년4월 4일 매주 토요일 낮 9시 ~ 낮 9시 25분
- 총집편(전·후편)
  - 2006년 12월 23일, 12월 30일 저녁 6시 ~ 6시 25분
  - 2007년 1월 3일 저녁 6시 ~ 저녁 6시 49분
  - 2007년 1월 6일 새벽 1시 25분 ~ 새벽 2시 15분(종합 TV)

### 3기
|                              | 화수       | 제목                       | 주요 사건                 | DVD        |
| ---------------------------- | ---------- | -------------------------- | ------------------------- | ---------- |
| 세이슈 고교 (각각의 선택) 편 | 제1(53)화  | 처음부터 다시 시작         |                           | 1st.Inning |
| 세이슈 고교 (각각의 선택) 편 | 제2(54)화  | 새로운 동료                |                           | 1st.Inning |
| 세이슈 고교 (각각의 선택) 편 | 제3(55)화  | 아버지에게서 아들에게      |                           | 2nd.Inning |
| 세이슈 고교 (각각의 선택) 편 | 제4(56)화  | 무모한 내기                | 세이슈학원 VS테이진 고교  | 2nd.Inning |
| 세이슈 고교 (각각의 선택) 편 | 제5(57)화  | 우리들의 그라운드          | 세이슈학원 VS테이진 고교  | 2nd.Inning |
| 세이슈 고교 (각각의 선택) 편 | 제6(58)화  | 각각의 선택                |                           | 3rd.Inning |
| 세이슈 고교 (각각의 선택) 편 | 제7(59)화  | 갑작스런 방문자            |                           | 3rd.Inning |
| 세이슈 고교 (각각의 선택) 편 | 제8(60)화  | 에가시라의 음모            | 세이슈 고교VS카이도우 2군 | 3rd.Inning |
| 세이슈 고교 (각각의 선택) 편 | 제9(61)화  | 에이스 부재                |                           | 4th.Inning |
| 세이슈 고교 (각각의 선택) 편 | 제10(62)화 | 전염되는 투지              | 세이슈고교VS요우카 고교   | 4th.Inning |
| 세이슈 고교 (각각의 선택) 편 | 제11(63)화 | 힘겨운 에이스              | 세이슈고교VS요우카 고교   | 4th.Inning |
| 세이슈 고교 (팽팽한 싸움) 편 | 제12(64)화 | 미후네와 시합 개시         | 세이슈고교VS미후네 고교   | 5th.Inning |
| 세이슈 고교 (팽팽한 싸움) 편 | 제13(65)화 | 달아오르는 미후네와의 시합 | 세이슈고교VS미후네 고교   | 5th.Inning |
| 세이슈 고교 (팽팽한 싸움) 편 | 제14(66)화 | 고집 vs고집                | 세이슈고교VS미후네 고교   | 5th.Inning |
| 세이슈 고교 (팽팽한 싸움) 편 | 제15(67)화 | 풀스윙!                    | 세이슈고교VS미후네 고교   | 6th.Inning |
| 세이슈 고교 (팽팽한 싸움) 편 | 제16(68)화 | 라이벌 재회                | (오리지널 에피소드)       | 6th.Inning |
| 세이슈 고교 (팽팽한 싸움) 편 | 제17(69)화 | 투수전!                    | 세이슈학원VS쿠리야마 고교 | 6th.Inning |
| 세이슈 고교 (팽팽한 싸움) 편 | 제18(70)화 | 라스트!                    | 세이슈학원VS쿠리야마 고교 | 7th.Inning |
| 세이슈 고교 (팽팽한 싸움) 편 | 제19(71)화 | 왕자에게의 도전            | 세이슈학원 vs카이도학원   | 7th.Inning |
| 세이슈 고교 (팽팽한 싸움) 편 | 제20(72)화 | 빈틈없는 메뉴얼야구        | 세이슈학원 vs카이도학원   | 7th.Inning |
| 세이슈 고교 (팽팽한 싸움) 편 | 제21(73)화 | 토시야의 비책              | 세이슈학원 vs카이도학원   | 8th.Inning |
| 세이슈 고교 (팽팽한 싸움) 편 | 제22(74)화 | 정면 승부!                 | 세이슈학원 vs카이도학원   | 8th.Inning |
| 세이슈 고교 (팽팽한 싸움) 편 | 제23(75)화 | 팽팽한 싸움                | 세이슈학원 vs카이도학원   | 8th.Inning |
| 세이슈 고교 (팽팽한 싸움) 편 | 제24(76)화 | 계략의 결말                | 세이슈학원 vs카이도학원   | 9th.Inning |
| 세이슈 고교 (팽팽한 싸움) 편 | 제25(77)화 | 상처투성이의 에이스        | 세이슈학원 vs카이도학원   | 9th.Inning |
| 세이슈 고교 (팽팽한 싸움) 편 | 제26(78)화 | 꿈의 무대로                | 4기 1화(79화)와 연결.     | 9th.Inning |

- 본방송：2007년 1월 6일 ~ 6월 30일 저녁 6시 ~ 저녁 6시 25분
- 재방송
  - 2007년 7월 7일 ~ 12월 29일 매주 토요일 저녁 6시 ~ 저녁 6시 25분 (24화와 26화만 토요일 저녁 6시 25분 ~ 저녁 6시 50분)
  - 2009년 1월 1일·1월 2일 아침 8시 ~ 낮 11시 45분, 1월 3일 아침 8시 ~ 낮 11시 20분
  - 2009년 4월 11일 ~ 10월 3일 매주 토요일 낮 9시 ~ 낮 9시 25분

### 4기
4기부터 방송 시간이 24분 30초가 되었다.
|               | 화수        | 제목                   | 주요 사건                      | DVD        |
| ------------- | ----------- | ---------------------- | ------------------------------ | ---------- |
| 마이너 리그편 | 제1(79)화   | 야구의 고향으로        | 서몬즈 예선 경기               | 1st.Inning |
| 마이너 리그편 | 제2(80)화   | 예선 경기              | 서몬즈 예선 경기               | 1st.Inning |
| 마이너 리그편 | 제3(81)화   | 해주마!                | 서몬즈 예선 경기               | 2nd.Inning |
| 마이너 리그편 | 제4(82)화   | 이것이 바로 메이저!    |                                | 2nd.Inning |
| 마이너 리그편 | 제5(83)화   | 세계로 가는 입장권     | 서몬즈vs엘리펀트               | 2nd.Inning |
| 마이너 리그편 | 제6(84)화   | 느슨함!!               |                                | 3rd.Inning |
| 마이너 리그편 | 제7(85)화   | 배짱만점!              |                                | 3rd.Inning |
| 마이너 리그편 | 제8(86)화   | 데뷔!                  | 도쿄 워리어즈 홍백전           | 3rd.Inning |
| 마이너 리그편 | 제9(87)화   | 도전자                 | 도쿄 워리어즈vs사이타마 자칼즈 | 4th.Inning |
| 마이너 리그편 | 제10(88)화  | 무리가 아니야          | 카이도우고교&세이슈고교 졸업식 | 4th.Inning |
| 마이너 리그편 | 제11(89)화  | 노려볼텐가?            | 배츠vs바이퍼즈                 | 4th.Inning |
| 마이너 리그편 | 제12(90)화  | 거짓말쟁이!            | 미후네 리틀전                  | 5th.Inning |
| 마이너 리그편 | 제13(91)화  | 터무니없는 도박        | 배츠vs로케츠                   | 5th.Inning |
| 마이너 리그편 | 제14(92)화  | 킨의 과거              |                                | 5th.Inning |
| 마이너 리그편 | 제15(93)화  | 히어로                 |                                | 6th.Inning |
| 마이너 리그편 | 제16(94)화  | 열 받아                | 세이슈고교vs테이진고교         | 6th.Inning |
| 마이너 리그편 | 제17(95)화  | 목표로 삼아야 하는 것  |                                | 6th.Inning |
| 마이너 리그편 | 제18(96)화  | 아리스의 꿈, 모두의 꿈 | 배츠·지구 우승 결정전          | 7th.Inning |
| 마이너 리그편 | 제19(97)화  | 결판                   | 플레이오프                     | 7th.Inning |
| 마이너 리그편 | 제20(98)화  | 나가라!                | 플레이오프                     | 7th.Inning |
| 마이너 리그편 | 제21(99)화  | 파란의 개막            | 플레이오프                     | 8th.Inning |
| 마이너 리그편 | 제22(100)화 | 운명의 1구             | 플레이오프                     | 8th.Inning |
| 마이너 리그편 | 제23(101)화 | 또 하나의 결전         | 워리어즈 vs블루오션즈          | 8th.Inning |
| 마이너 리그편 | 제24(102)화 | 위대한 남자            | 플레이오프 최종전              | 9th.Inning |
| 마이너 리그편 | 제25(103)화 | 진정한 라이벌          | 플레이오프 최종전              | 9th.Inning |
| 마이너 리그편 | 제26(104)화 | 맹세                   | 플레이오프 최종전              | 9th.Inning |

- 본방송：2008년 1월 5일 ~ 6월 28일 매주 토요일 저녁 6시 ~ 저녁 6시 25분
- 재방송
  - 2008년 1월 14일 1·2화 낮 9시 40분 ~ 낮 10시 40분
  - 2008년 7월 4일 ~ 2008년 12월 27일 매주 토요일 저녁 6시 ~ 저녁 6시 25분

### 5기
|                | 화수        | 제목             | 주요 사건                    | DVD        |
| -------------- | ----------- | ---------------- | ---------------------------- | ---------- |
| 야구 월드컵 편 | 제1(105)화  | 다시 한번        |                              | 1st.Inning |
| 야구 월드컵 편 | 제2(106)화  | 두 사람의 온도차 |                              | 1st.Inning |
| 야구 월드컵 편 | 제3(107)화  | 대표 집결!       |                              | 2nd.Inning |
| 야구 월드컵 편 | 제4(108)화  | 시행착오         | 영(Young)재팬 VS 올(All)재팬 | 2nd.Inning |
| 야구 월드컵 편 | 제5(109)화  | 영 재팬          | 영(Young)재팬 VS 올(All)재팬 | 2nd.Inning |
| 야구 월드컵 편 | 제6(110)화  | 욕심 없는 야구   |                              | 3rd.Inning |
| 야구 월드컵 편 | 제7(111)화  | 갑작스런 통지    |                              | 3rd.Inning |
| 야구 월드컵 편 | 제8(112)화  | 각자의 생각      | 미국VS캐나다                 | 3rd.Inning |
| 야구 월드컵 편 | 제9(113)화  | 중압감과 진가    | 일본 VS 베네수엘라           | 4th.Inning |
| 야구 월드컵 편 | 제10(114)화 | 연마된 송곳니    | 일본 VS 베네수엘라           | 4th.Inning |
| 야구 월드컵 편 | 제11(115)화 | 남자가 아니야!!  | 한국VS일본                   | 4th.Inning |
| 야구 월드컵 편 | 제12(116)화 | 주박             | 일본 VS 도미니카             | 5th.Inning |
| 야구 월드컵 편 | 제13(117)화 | 일본의 야구      | 일본 VS 도미니카             | 5th.Inning |
| 야구 월드컵 편 | 제14(118)화 | 괜찮아!          |                              | 5th.Inning |
| 야구 월드컵 편 | 제15(119)화 | 진보적인 야구    | 준결승전 일본VS쿠바          | 6th.Inning |
| 야구 월드컵 편 | 제16(120)화 | 개개인의 각오    | 준결승전 미국 VS 베네수엘라  | 6th.Inning |
| 야구 월드컵 편 | 제17(121)화 | 미국의 긍지      | 준결승전 미국 VS 베네수엘라  | 6th.Inning |
| 야구 월드컵 편 | 제18(122)화 | 약속의 장소로    |                              | 7th.Inning |
| 야구 월드컵 편 | 제19(123)화 | 피칭의 원점      | 결승전 일본VS미국            | 7th.Inning |
| 야구 월드컵 편 | 제20(124)화 | 긍지를 가슴에    | 결승전 일본VS미국            | 7th.Inning |
| 야구 월드컵 편 | 제21(125)화 | 자기 자신을 위해 | 결승전 일본VS미국            | 8th.Inning |
| 야구 월드컵 편 | 제22(126)화 | 끝나지 않은 꿈   | 결승전 일본VS미국            | 8th.Inning |
| 야구 월드컵 편 | 제23(127)화 | 아버지의 등      | 결승전 일본VS미국            | 8th.Inning |
| 야구 월드컵 편 | 제24(128)화 | 사투의 끝에서    |                              | 9th.Inning |
| 야구 월드컵 편 | 제25(129)화 | 내일을 향한 길   | 셔플 팀전                    | 9th.Inning |

- 본방송 : 2009년 1월 10일 ~ 6월 27일 매주 토요일 저녁 6시 ~ 저녁 6시 25분

### 6기
|               | 화수        | 제목                                    | 주요 사건            | DVD        |
| ------------- | ----------- | --------------------------------------- | -------------------- | ---------- |
| 메이저 리그편 | 제1(130)화  | 슈퍼 루키                               | 호네츠vs타이탄즈     | 1st.Inning |
| 메이저 리그편 | 제2(131)화  | 강렬한 데뷔                             | 호네츠VS시걸즈       | 1st.Inning |
| 메이저 리그편 | 제3(132)화  | 피할 수 없는 위기                       | 호네츠VS화이트 삭스  | 2nd.Inning |
| 메이저 리그편 | 제4(133)화  | 고민하는 좌완                           | 호네츠VS타이탄즈     | 2nd.Inning |
| 메이저 리그편 | 제5(134)화  | 치료의 성과                             | 맴피스 배츠VS샤크스  | 2nd.Inning |
| 메이저 리그편 | 제6(135)화  | 프로의 자질                             | 맴피스 배츠VS샤크스  | 3rd.Inning |
| 메이저 리그편 | 제7(136)화  | 루키의 고뇌                             |                      | 3rd.Inning |
| 메이저 리그편 | 제8(137)화  | 전격 복귀                               | 호네츠VS바이손즈     | 3rd.Inning |
| 메이저 리그편 | 제9(138)화  | 부활의 마운드                           | 호네츠VS코요테즈     | 4th.Inning |
| 메이저 리그편 | 제10(139)화 | 각자의 여름                             |                      | 4th.Inning |
| 메이저 리그편 | 제11(140)화 | 맡겨진 꿈                               |                      | 4th.Inning |
| 메이저 리그편 | 제12(141)화 | 암묵적 규칙                             | 호네츠vs샌즈         | 5th.Inning |
| 메이저 리그편 | 제13(142)화 | 부의 연쇄                               | 호네츠 vs 팬더       | 5th.Inning |
| 메이저 리그편 | 제14(143)화 | 에이스의 책임                           | 호네츠 vs 팬더       | 5th.Inning |
| 메이저 리그편 | 제15(144)화 | 워크 포인트                             | 호네츠vs살몬즈       | 6th.Inning |
| 메이저 리그편 | 제16(145)화 | 굳센 다짐                               | 호네츠vs브라운       | 6th.Inning |
| 메이저 리그편 | 제17(146)화 | 불청객                                  |                      | 6th.Inning |
| 메이저 리그편 | 제18(147)화 | 너답지 않아                             |                      | 7th.Inning |
| 메이저 리그편 | 제19(148)화 | 드리워지는 그림자                       |                      | 7th.Inning |
| 메이저 리그편 | 제20(149)화 | 꿈은 거기에                             | 호네츠vs타이탄즈     | 7th.Inning |
| 메이저 리그편 | 제21(150)화 | 포기하지마!                             | 호네츠vs코요테즈     | 8th.Inning |
| 메이저 리그편 | 제22(151)화 | 남은 기회                               | 호네츠vs코요테즈     | 8th.Inning |
| 메이저 리그편 | 제23(152)화 | 한계를 넘어서                           | 호네츠vs코요테즈     | 8th.Inning |
| 메이저 리그편 | 제24(153)화 | 영광의 집념                             |                      | 9th.Inning |
| 메이저 리그편 | 제25(154)화 | 미래로                                  | 고로의 미래          | 9th.Inning |
| 메이저 리그편 | 제26(155)화 | 월드시리즈 1 <꿈의 순간에> [메이저 OVA] | 호네츠vs레이더스     |            |
| 메이저 리그편 | 제27(156)화 | 월드시리즈 2 <꿈의 순간에> [메이저 OVA] | 호네츠vs레이더스     |            |
| 프로야구편    | 제28(157)화 | 또하나의 최종회 <메시지> [메이저 OVA]   | 고로와 시미즈의 결혼 |            |

- 본방송：2010년 4월 3일 ~ 9월 25일 매주 토요일 저녁 6시 ~ 저녁 6시 25분

## 원작과의 차이
- 많은 원작의 폭력적인 장면은 애니메이션에서 수위를 낮추거나, 대부분 삭제했다.
- 팀 이름
  - 원작 만화에서는 ‘요코하마 마린스타즈’팀은, 애니메이션에서 ‘요코하마 블루오션스’가 된다.
  - 원작 만화에서는 ‘도쿄 자이언츠’팀은, 애니메이션에서 ‘도쿄 워리어즈’가 된다.
- 치하루의 탄생과 시게노 히데키의 은퇴
  - 애니메이션에서는 치하루의 탄생과 시게노 히데키의 은퇴 모두 원작의 시간대에 몇 년 뒤에 일어난다.
- 카와세 료코
  - 카와세의 이야기는 1기와 2기에 방송되었으며 원작에는 없는 오리지널 스토리이다. 원작에서는 리틀 야구 이후로는 언급이 전혀 없다.
  - 애니메이션에서 시미즈는 고로가 있는 카이도 고교와 소프트볼 부가 있는 세이슈 고교를 고민하고 있는 상황에서 카와세를 만나서 “자신은 야구선수가 될 수는 없지만 고등학교에서 가끔씩 공을 던지고 있다”고 말한다. 그리고 고로가 “네가 소프트볼을 하는 모습이 가장 보기 좋다”는 말에 세이슈에 가게 된다.
  - 애니메이션에서 3기때 세이슈 고교에 깜짝 등장하여 다음 상대인 쿠라야마 고교의 투수 카토리의 고속 슬라이더 연습을 위해 슬라이더를 던져준다. 자신은 대학교 야구부에서도 투수를 계속하고 있다는 말을 남긴다.
  - 5기 22화에 회사 야구부에 들어가려던 료코는 TV에 나온 시게노 고로를 알아본다. 이후 료코의 등장은 없다.
- 시미즈 남매
  - 애니메이션만의 오리지널 스토리로 시미즈 카오루는 료코의 격려로 세이슈 고등학교에 가게 된다. 리틀 리그 시절에 타이가는 토시야를 보며 ‘자신도 이런 선수가 되고 싶다’라는 동경하는 장면 있었으며, 원작에서는 세이슈 고교 2학년이 되어서도 끝까지 투수를 계속했지만, 애니메이션에는 고로를 동경하는 신입생에게 투수 역할을 맡기고, 본래의 포지션인 유격수에 전념한다.
- 카이도 고교 1군과 2군의 시합
  - 원작에서는 토시야가 2군의 리드 상황에서 7회에 2점 홈런을 치고, 8회나 9회에는 아무런 사건이나 득점은 없다.
  - 애니메이션에서는 토시야의 홈런은 솔로 홈런이었다. 8회에 1군의 에이스 투수가 등판해 있고, 리드 상황에서 2점 홈런을 치고 역전하게 된다. 9회에는 아무런 사건이나 득점은 없다.
  - 원작에서는 마유무라는 경기장에 나오지 않는다. 하지만 애니메이션에서는 8회 공격 상황에서 난조를 보였던 미야케를 대신해 2루타를 쳤으며, 고로의 능력을 깨닫게 하고 결국 홈런을 칠 수 있도록 하는 계기가 되었다.
- 아야네
  - 고로가 미후네로 돌아와서 미후네 동부중학교 위치를 물었을 때 원작에서는 아야네가 의도적으로 위치를 잘못 말했지만, 애니메이션에서는 아야네가 무심결에 잘못 말했다.
  - 아야네의 이야기는 3기에 방송되었으며 원작에는 없는 오리지널 스토리이다. 원작에서는 고로와 토시야가 카이도 고교 이후에는 전혀 언급이 없으며, 토시야와 아야네는 전혀 만남이 없다.

## 같이 보기
- 크게 휘두르며
- 크로스 게임
- 롤링 스타즈
- 메이저 (만화)
- 극장판 메이저 우정의 강속구